# 代爾卡奇 (赫梅利尼茨基州)
49°37′11″N 27°21′42″E / 49.61972°N 27.36167°E
德爾卡奇（烏克蘭語：Деркачі）是位於烏克蘭西部的村莊，由赫梅利尼茨基州裡赫梅利尼茨基區的米羅柳布內市鎮負責管轄。該村始建於1601年，面積1.38平方公里，海拔高度284米，2001年人口365。